# Журба Янка
Янка Журба справжнє Іван Якович Івашин (нар. 18 (30) квітня 1881,с. Купніна Лепельського повіту, тепер в районі Чашники — 7 січня 1964) — білоруський поет.

## Біографія
Народився у селянській сім'ї, в якій було 12 людей. Закінчив Полоцьку вчительську семінарію (1902). Вчителював на Вітебщині у початкових школах. Після закінчення Глухівського педагогічного інституту (1906—1909, Чернігівська губернія) працював викладачем російської мови і літератури у старших класах міських і початкових училищ України, Білорусі, Росії, у науково-педагогічній комісії Наркомосвіти БРСР (1921—1922), інспектором Бобруйського, потім Калининського (Климовичі) окружних відділів освіти (1923—1927), викладачем у Чериковській семирічній школі, у Могильовському медичному училищі (1927—1934). У 1934 році переїхав до Мінська, працював в Інституті мовознавства АН БРСР. Через хворобу очей був змушений у 1937 році покинути працю. Член Спілки письменників СРСР (з 1939). З 1941 і після війни жив у Чашницькому районі, був учителем співу у початкових класах. Останні роки життя провів у селі Слобода під Полоцьком і в Полоцьку — у родичів і черниць закритого Свято-Єфросинівського монастиря, а також жив у будинку пристарілих.

## Творчість
Дебютував етнографічними нарисами у 1902 році (газета «Вітебські губернські відомості»). Білоруською почав писати під час навчання у Глухівському інституті, перший білоруський вірш «На березі Двіни» був надрукований у 1909 році (газета Наша нива). У досовєцькій поезії Янки Журби чітко проявилась соціальна спрямованість, оптимістичний погляд на світ, бажання змін. У післяреволюційний час друкується з 1921 у газеті «Радянська Білорусь», з 1922 — у часописі «Полум'я», та інші. Автор збірок поезії «Вільшанки» (Мінськ, 1924), «Ясні шляхи» (1959), «Вірші» (1970), «Рідне» (1980), «Моя пісня» (1984), і книжок з віршами для дітей «Ластівки» (1950), «Сонячний ранок» (1955), «Світлі дні» (1959). У 1950 вийшли друком Вибрані твори.
Переклав білоруською мовою роман Ф. Достоєвського «Бідні люди» (1930).